# Бургиньон, Жорж де
Жорж Камиль Марсель де Бургиньон (фр. Georges Camille Marcel de Bourguignon, 15 февраля 1910, Волюве-Сен-Ламбер — 31 декабря 1989, Крайнем) — бельгийский фехтовальщик, призёр чемпионатов мира и Олимпийских игр.
Родился в 1910 году в Брюсселе. На Международном первенстве по фехтованию 1930 года завоевал бронзовую медаль в командном первенстве на рапирах (в 1937 году Международная федерация фехтования признала все проходившие ранее Международные первенства по фехтованию чемпионатами мира). В 1932 году принял участие в состязаниях на рапирах и саблях на Олимпийских играх в Лос-Анджелесе, но наград не завоевал. В 1936 году на Олимпийских играх в Берлине стал 5-м в командном первенстве на рапирах, и 8-м — в личном зачёте.
На чемпионате мира 1947 года завоевал серебряные медали в личном и командном первенстве на саблях. В 1948 году на Олимпийских играх в Лондоне завоевал бронзовую медаль в командном первенстве на рапирах, и стал 4-м в командном первенстве на саблях. В 1952 году на Олимпийских играх в Хельсинки стал 5-м в командном первенстве на саблях.